# Euoplos cornishi
Espèce
Euoplos cornishi est une espèce d'araignées mygalomorphes de la famille des Idiopidae.

## Distribution
Cette espèce est endémique du Wheatbelt en Australie-Occidentale. Elle se rencontre vers Grass Valley.

## Description
Le mâle holotype mesure 10,2 mm.

## Étymologie
Cette espèce est nommée en l'honneur de John Cornis.

## Publication originale
- Rix, Wilson & Harvey, 2019 : A revision of the white-headed spiny trapdoor spiders of the genus Euoplos (Mygalomorphae: Idiopidae: Arbanitinae): a remarkable lineage of rare mygalomorph spiders from the south-western Australian biodiversity hotspot. Journal of Arachnology, vol. 47, no 1, p. 63-76.